# Minhyong Kim
Minhyong Kim ist ein südkoreanischer Mathematiker, der sich mit arithmetischer algebraischer Geometrie befasst.

## Biografie
Kim wurde 1990 an der Yale University bei Serge Lang (und Barry Mazur) promoviert (Lower bounds for lattice vectors and arithmetic intersection theory). Danach war er am Massachusetts Institute of Technology, dem Korea Institute for Advanced Study und war Professor an der Columbia University, der University of Arizona, der Purdue University und dem University College London. Zurzeit ist er Professor an der Universität Oxford. Außerdem ist er Professor an der Pohang University of Science and Technology in Südkorea.
2005 gab er einen neuartigen Beweis (über die motivische Fundamentalgruppe) des Satzes von Carl Ludwig Siegel über die endliche Anzahl ganzzahliger Punkte im Fall der projektiven Geraden minus drei Punkten.

## Auszeichnungen
2012 erhielt Kim den koreanischen Ho-Am-Preis für Wissenschaft. 2024 wurde er zum Mitglied der Royal Society of Edinburgh gewählt.

## Schriften
- The non-abelian (or non-linear) method of Chabauty, in Non-commutative geometry and number theory, Aspects of Mathematics E 37, Vieweg 2006, S. 179–185
- mit R. Sujatha, Laurent Lafforgue, A. Genestier, Ngo Bao Chau Autour des motifs, in J.-B. Bost, J.-M. Fontaine Autour des motifs, Panoramas et Syntheses 29, SMF, Paris 2009
- Fundamental groups and Diophantine Geometry, Cent. Europ. J. Math., 8, 2010, 633–645
- mit John Coates Selmer Varieties for curves with CM Jacobeans, Kyoto J. Math., Band 50, 2010, S. 827–852
- Galois-Theory and Diophantine Geometry, in Nonabelian fundamental groups and Iwasawa Theory, London Mathematical Society Lecture Notes 393, Cambridge University Press 2012, Arxiv
- p-adic L-functions and Selmer varieties associated to elliptic curves with complex multiplication, Annals of Mathematics, Band 172, 2010, S. 751–759